# 사상로
사상로(Sasang-ro Road, 沙上路)는 부산광역시 사상구 주례1동 주례 교차로와 북구 구포동 구포 교차로를 잇는 부산광역시의 도로이다. 낙동대로와 함께 사상구 지역과 북구 지역을 이어주는 간선도로 역할을 하며 전 구간 부산광역시도 제3001호선으로 지정되어 있다.

## 연혁
- 2009년 7월 8일 : 2개 이상 구·군에 걸쳐 있는 도로로 사상로를 고시[1]

## 주요 경유지
부산광역시
- 사상구 - 북구

## 노선
| 이름                   | 접속 노선                                                                         | 소재지     | 소재지 | 비고                 |
| ---------------------- | --------------------------------------------------------------------------------- | ---------- | ------ | -------------------- |
| 주례 교차로            | 부산광역시도 제30호선 (가야대로) 부산광역시도 제4101호선 (학장로) 가야대로255번길 | 부산광역시 | 사상구 | 기점                 |
| 감전역                 | 부산광역시도 제51호선 (학감대로) 괘감로                                           | 부산광역시 | 사상구 |                      |
| 사상 교차로 (사상역)   | 부산광역시도 제4102호선 (새벽로) 부산광역시도 제4103호선 (광장로)                 | 부산광역시 | 사상구 | 구 서부터미널 교차로 |
| 부산서부시외버스터미널 |                                                                                   | 부산광역시 | 사상구 |                      |
| 덕포 교차로 (덕포역)   | 부산광역시도 제4104호선 (삼덕로)                                                  | 부산광역시 | 사상구 |                      |
| 모덕역                 | 모덕로                                                                            | 부산광역시 | 사상구 |                      |
| 모라사거리 (모라역)    | 모라로                                                                            | 부산광역시 | 사상구 |                      |
| 북구청삼거리           | 낙동대로1570번길                                                                  | 부산광역시 | 사상구 |                      |
| 구포삼거리             | 부산광역시도 제40호선 부산광역시도 제41호선 (낙동대로)                            | 부산광역시 | 사상구 | 종점                 |

## 주요 건물 및 시설
- 주례1치안센터 (부산광역시 사상구 사상로 12)
- 주례1동주민센터 (부산광역시 사상구 사상로 22)
- 주례동우체국 (부산광역시 사상구 사상로 28)
- 감전역 (부산광역시 사상구 사상로 93-1)
- 사상우체국 (부산광역시 사상구 사상로 165)
- 부산서부시외버스터미널 (부산광역시 사상구 사상로 201)
- 사상역 (부산광역시 사상구 사상로 지하203)
- 덕포파출소 (부산광역시 사상구 사상로 257)
- 사상농협 본점 (부산광역시 사상구 사상로 268)
- 덕포역 (부산광역시 사상구 사상로 지하320-1)
- 모덕역 (부산광역시 사상구 사상로 지하409)
- 모라역 (부산광역시 사상구 사상로 498)